# Penguin Cafe Orchestra (album)
Albums de Penguin Cafe Orchestra
Music from the Penguin Cafe
(1976) Broadcasting From Home
(1984)
Penguin Cafe Orchestra est le 2e album studio de Penguin Cafe Orchestra sorti en 1981.

## Liste des titres
Toute la musique est composée par Simon Jeffes, sauf titre 4 (trad. arr. Jeffes), titre 9 (Jeffes, S. Nye) et titre 11 (J. Smith).
| No  | Titre                                    | Durée |
| --- | ---------------------------------------- | ----- |
| 1.  | Air à Danser                             | 4:30  |
| 2.  | Yodel 1                                  | 4:07  |
| 3.  | Telephone and Rubber Band                | 2:28  |
| 4.  | Cutting Branches For a Temporary Shelter | 3:09  |
| 5.  | Pythagora's Trousers                     | 3:18  |
| 6.  | Numbers 1-4                              | 6:57  |
| 7.  | Yodel 2                                  | 4:34  |
| 8.  | Salty Bean Fumble                        | 2:11  |
| 9.  | Paul's Dance                             | 1:45  |
| 10. | The Ecstacy of Dancing Fleas             | 4:01  |
| 11. | Walk Don't Run                           | 3:01  |
| 12. | Flux                                     | 1:48  |
| 13. | Simon's Dream                            | 1:48  |
| 14. | Harmonic Necklace                        | 1:12  |
| 15. | Steady State                             | 3:36  |

## Musiciens
- Braco
- Simon Jeffes
- Giles Leaman
- Helen Liebmann
- Steve Nye
- Geoffrey Richardson
- Neil Rennie
- Julio Segovia
- Peter Veitch
- Gavyn Wright